# César Santin
César Santin (São José, Santa Catarina, 24 februari 1981) is een Braziliaanse voetballer. Sinds zijn vertrek bij het Zweedse Kalmar FF  eind 2014 zit hij zonder club. In het verleden kwam César eveneens uit voor FC Kopenhagen en APOEL Nicosia.
César is een veelzijdige speler. Hij kan op de meeste posities in de aanval en als aanvallende middenvelder uit de voeten. César staat bekend als een sterke vleugelspeler die graag zijn tegenstander opzoekt om deze vervolgens uit te dagen met zijn dribbels.

## Biografie

### Brazilië
In zijn Braziliaanse jaren begon César zijn carrière als een speler van São José. Later, in 2004, keert César een korte periode terug bij deze club. Tussentijds speelde hij voor Grêmio en Vitória. César slaagt er echter nooit in echt door te breken op het hoogste niveau in Brazilië, de Campeonato Brasileiro Série A.

### Kalmar FF
In 2004 verliet César São José om te gaan spelen voor het Zweedse Kalmar FF dat een jaar eerder gepromoveerd was uit de Superettan.
Binnen een korte periode groeide César uit tot een publiekslieveling in Kalmar. Zijn populariteit nam een nog grotere sprong toen César scoorde tegen de Scandinavische grootmacht FC Kopenhagen in een duel om de Royal League. Met een geweldig afstandschot liet hij Kopenhagen-doelman Jesper Christiansen kansloos. Het bleek het enige doelpunt in een wedstrijd die Kalmar met 1-0 won.
In zijn tijd in de Allsvenskan groeide César uit tot een smaakmaker. In het seizoen 2007 scoorde de Braziliaan 12 keer in 23 duels. Ook in 2008 begon César goed. Na een paar speelronden was hij topscorer met negen doelpunten en hielp hij Kalmar FF aan de eerste plaats op de ranglijst. Zijn goede spel leverde César de interesse van FC Kopenhagen op. Niet veel later werd Kopenhagen concreet en vertrok César halverwege het Zweedse voetbalseizoen naar de Deense hoofdstad. Achteraf bleken zijn laatste goals in het shirt van Kalmar van grote waarde, want het team uit Småland werd voor het eerst in de clubhistorie landskampioen.

### FC Kopenhagen
César werd kort voor het sluiten van de transfermarkt vastgelegd door FC Kopenhagen. Daardoor werd hij in eerste instantie als een paniekaankoop gezien. Na vier duels veranderde die sceptische houding echter. César scoorde in dat duel tegen Lillestrøm SK. Ook in het daaropvolgende duel tegen rivaal FC Midtjylland speelde César sterk. Daardoor groeide de Braziliaan in een korte tijd uit tot publiekslieveling en werd hij al snel beschouwd als een belangrijk onderdeel in het aanvalsspel van FC Kopenhagen.

### APOEL Nicosia
Na vijf en een half seizoen in Kopenhagen, waarin César tot 161 competitieduels komt, vertrok de Braziliaan naar APOEL Nicosia. Op Cyprus tekende de aanvaller een contract voor achttien maanden. Het verblijf van César bleef echter beperkt tot een half jaar. Op 30 juni 2014 besluiten de Braziliaan en APOEL in goed overleg uit elkaar te gaan.

### Terugkeer naar Kalmar FF
Enkele weken na zijn vertrek van Cyprus, maakt Kalmar FF bekend dat César terugkeert bij de Zweedse club. De aanvaller heeft een contract getekend dat hem tot het eind van het seizoen 2014 aan Kalmar bindt. De rentree van César blijft beperkt tot enkele maanden, waarin hij nooit het niveau uit zijn eerste periode bij Kalmar haalt.

## Erelijst
Kalmar FF
- Zweedse beker

2007
 FC Kopenhagen
- Deens landskampioen

2009, 2010, 2011, 2013